# Třebětice (okres Jindřichův Hradec)
Třebětice (v místním nářečí Třebetice nebo Střebetice; německy Triebetitz) jsou obec v okrese Jindřichův Hradec v Jihočeském kraji. Leží v nadmořské výšce 487 metrů, v jihozápadním cípu Moravy, pět kilometrů severozápadně od Jemnice. Prochází jí silnice z Budíškovic k silnici z Dačic do Jemnice. Nejbližší železniční stanice je Dačicích, škola v Budči a Dačicích. Žije zde 324 obyvatel.
Sousedními obcemi sídla jsou Budíškovice, Dačice a Jemnice.

## Historie
První písemná zmínka o obci pochází z roku 1356. V tomto roce Ranek z Horní Vsi prodal svůj díl Oldřichovi ze Želetavy. Roku 1375 postoupili ves Bušek se synem Buškem z Mostiště markraběti Joštovi. V 15. století Třebětice patřily vladyckému rodu z Maříže. Byly zde tehdy tvrz a dva svobodné dvory. Během mnoha let se majitelé Třebětic často střídali, až roku 1547 Václav Chroustenský z Malovar prodal Třebětice s tvrzí Volfovi Krajířovi staršímu z Krajku, tehdejšímu majiteli Dačic. Třebětice pak sdílely od roku 1610 osudy dačického panství až do roku 1849, kdy také zanikla robota.
Na začátku 17. století bylo v Třeběticích 33 usedlostí. V nich bylo 10 láníků, 19 pololáníků, tři čtvrtláníci a jeden domkář. V roce 1794 bylo v Třeběticích 40 domů, 50 rodin a 283 obyvatel. Podle vceňovacího operátu žilo roce 1843 v Třeběticích 213 obyvatel, z toho 111 mužů a 102 ženy ve 44 domech a 56 domácnostech. Zemědělstvím se živilo 31 obyvatel, řemesly 2, a 23 obyvatel provozovalo zemědělství i řemeslo. Katastr obce měl v roce 1950 výměru 691 ha. Domy ve vsi, stavěné většinou z kamene nebo z nepálených cihel a se střechami pokrytými slaměnými došky, byly nízké s malými okny. Dřevěné stodoly stály opodál stavení.

### Vývoj obce od počátku 20. století do současnosti
První obecní volby v Československé republice se konaly 15. června 1919. V této době byla obec prakticky stejně velká jako před čtyřiceti lety. Počet domů sice vzrostl o dalších pět (z 50 na 55), ale počet obyvatel poklesl v důsledku ztrát životů ve válečných letech z 324 na 314 (142 mužů a 172 žen). Všichni obyvatelé, kromě dvou, byli české národnosti a stejně tomu bylo s náboženským vyznáním – 312 obyvatel bylo římskokatolického a dva evangelického vyznání. (Údaje ze sčítání lidu z února 1921.)
Se stavbou silnice k obci Manešovice se započalo hned první rok po skončení války. V době první světové války byly zabaveny v obci kostelní zvony pro válečné účely, proto v roce 1920 byla uspořádána sbírka na pořízení nových. V roce 1921 bylo postaveno nové hasičské skladiště. Připojení obce na elektrickou síť bylo pro obec mimořádně důležitou událostí. V květnu roku 1929 byla se Západomoravskou elektrárnou a. s. v Brně uzavřena smlouva o elektrifikaci obce a 29. května 1930 v jednu hodinu odpoledne byl zapnut elektrický proud. V roce 1941 byla zřízena požární nádrž na vodu u kovárny pana Habra.
JZD bylo v Třeběticích založeno v roce 1957. Vstoupilo do něj 57 občanů z 35 popisných čísel. Celková výměra zemědělské půdy nově založeného JZD byla 330,35 ha, které v roce 1960 bylo sloučeno s JZD Manešovice pod názvem Jednotné zemědělské družstvo 1. máj Třebětice. Výměra zemědělské půdy nově vzniklého družstva byla 601,99 ha. Na začátku roku 1975 došlo k dalšímu slučování zemědělských družstev do větších celků. Byla sloučena JZD Báňovice, Budeč, Budíškovice, Horní Slatina, Vesce, Třebětice a Ostojkovice a vzniklo JZD 1. máj Budíškovice. V průběhu roku 1992 byla provedena transformace JZD Budíškovice na družstvo vlastníků ZD Budíškovice.
Ve druhé polovině šedesátých let 20. století se začal vzhled obce výrazněji měnit. Na silnici byl položen asfaltový povrch, potok, protékající návsí byl zatrubněn a celá náves byla znovu urovnána. Po roce 1970 pokračovaly úpravy návsi – byly vykáceny staré stromy, osazeny okrasné keře a vydlážděny nové chodníky, vybudována kanalizace a veřejný vodovod a provedena nová úprava místního hřbitova. Ve druhé polovině 80. let byla vybudována čistička odpadních vod a upravena budova bývalé školy tak, aby mohla sloužit při společenských akcích.
Roku 1994 byl vybudován nový velkokapacitní kravín ZD. V roce 1996 byl vybudován na pozemku bývalé drůbežárny sportovní areál. V roce 1995 byla provedena generální oprava kostela. V následujícím roce byl v obci proveden kabelový rozvod telefonní sítě a ještě téhož roku bylo instalováno 31 telefonních stanic. Od poloviny devadesátých let začala výstavba nových rodinných domků na západním okraji obce, která pokračuje dosud. V letech 2000 a 2001 byla v obci provedena plynofikace. Roku 2007 znovu položen vodovod a kanalizace pro část vsi.

## Obyvatelstvo
| Rok            | 1869 | 1880 | 1890 | 1900 | 1910 | 1921 | 1930 | 1950 | 1961 | 1970 | 1980 | 1991 | 2001 | 2011 | 2021 |
| -------------- | ---- | ---- | ---- | ---- | ---- | ---- | ---- | ---- | ---- | ---- | ---- | ---- | ---- | ---- | ---- |
| Počet obyvatel | 306  | 324  | 334  | 344  | 305  | 314  | 328  | 322  | 375  | 343  | 317  | 301  | 297  | 291  | 319  |
| Počet domů     | 46   | 50   | 53   | 56   | 55   | 55   | 61   | 71   | 71   | 69   | 70   | 74   | 74   | 79   | 96   |

## Obecní správa

### Správní začlenění obce od roku 1850
V letech 1850 až 1855 byla vesnice podřízena politické pravomoci Podkrajského úřadu v Dačicích a v rámci soudní správy Dačickému okresnímu soudu. V roce 1855 byly zřízeny smíšené okresní úřady s politickou a soudní pravomocí, a proto byla v letech 1855 až 1868 vesnice podřízena Okresnímu úřadu v Dačicích. V roce 1868, když byly veřejná správa a soudnictví opět odděleny, vrátila se vesnice pod politickou pravomoc Okresního hejtmanství v Dačicích. Tam příslušely až do roku 1896, kdy vzniklo nové Okresní hejtmanství v Moravských Budějovicích. Po vzniku Československé republiky patřila od roku 1919 pod nově vzniklou Okresní správu politickou v Moravských Budějovicích. Od roku 1928, po vzniku Okresního úřadu v Moravských Budějovicích, náležela pod jeho správu až do roku 1945. Po osvobození v květnu 1945 náležely pod Okresní národní výbor v Moravských Budějovicích. V roce 1949 byla provedena rozsáhlá reorganizace státní správy a územního rozdělení státu. Devatenáct obcí politického okresu Moravské Budějovice bylo převedeno pod politický okres Dačice. Mezi těmito obcemi byly i Třebětice. Při územní reorganizaci v polovině roku 1960 byly Třebětice sloučeny se sousedními Manešovicemi a po správní reorganizaci byly s moravskými Dačicemi podřízeny okresu v Jindřichově Hradci. 30. dubna 1976 byly pod MNV Třebětice začleněny i Ostojkovice. 1. ledna 1980 skončila i samostatnost obce Třebětice, neboť byla i se začleněnými obcemi Ostojkovice a Manešovice sloučena do obce Budíškovice. Od 24. listopadu 1990 mají opět samostatný obecní úřad, ale Manešovice a Ostojkovice již zůstaly součástí Budíškovic.

### Obecní symboly
Znak a vlajka byly obci uděleny rozhodnutím předsedy Poslanecké sněmovny Parlamentu České republiky dne 15. listopadu 2005.

## Škola
Škola v Třeběticích byla provozována od roku 1797, tedy 182 let. Nová školní budova pro ni byla postavena v roce 1893. Provozována byla jako jednotřídní, dvoutřídní byla od roku 1908. Dnem 30. června 1979 byla však z rozhodnutí Okresního národního výboru v Jindřichově Hradci pro malý počet žáků (23) třebětická škola, ke které byli přiškoleni žáci z Manešovic, zrušena.

## Kultura
V červnu zde probíhá hudební festival MotákFest. Sem tam zde proběhne Pivobraní, nebo Steakobraní.

## Pamětihodnosti
- Novogotický kostel svatého Václava z roku 1854, postavený na místě kaple stejného zasvěcení uprostřed návsi
- Kaplička svatého Jana Nepomuckého v dolní části obce na rozcestí k Louce a ke hřbitovu
- Kaplička svatého Cyrila a Metoděje u hřbitova
- Kaplička svatého Anny v polích na cestě k Louce
- V obci jsou 3 kříže, jeden z nich je z roku 1863
- Pomník mužům padlým na bojištích první světové války z roku 1922. Postaven byl na základě iniciativy skupiny občanů, kteří uspořádali na jeho pořízení sbírku s výtěžkem 5 200 Kč. Pomník vyrobil František Zejda z Mrákotína. Dne 14. května 1922 jej posvětil místní farář P. Alois Bambula.